# Ebrah
Ebrah est un village dans le Sud de la Côte d'Ivoire dans le District autonome d'Abidjan. La localité d'Ebrah est rattachée à la commune de Bingerville,. 